# Автошлях Т 1217
Автошля́х Т 1217 — автомобільний шлях територіального значення в Кіровоградській та Черкаській областях. Проходить територією Кропивницького та Черкаського районів через Олександрівку — Бурякове до перетину з Р10. Загальна довжина — 30,8 км.

## Маршрут
Автошлях проходить через такі населені пункти:
| Автошлях Т 1217        |     |
| Кіровоградська область |     |
| Кропивницький район    |     |
| Олександрівка          | Н01 |
| Триліси                |     |
| Любомирка              |     |
| Черкаська область      |     |
| Черкаський район       |     |
| Бурякове               |     |
| Іванівка               |     |
|                        | Р10 |